# 拟䴕树雀
，是雀形目唐纳雀科的一种鸟类。
拟䴕树雀体重约23.1克，翼长约69毫米，嘴峰长约17.1毫米，喙宽度约5.2毫米，喙厚度约7.4毫米，跗蹠长约22.6毫米，尾长约40.2毫米。拟䴕树雀在其分布区内为留鸟，其栖息在半开放的灌木丛中，食性为肉食性，主要食物来源是陆生无脊椎动物。

## 亚种
- ：分布于加拉帕戈斯群岛的圣地亚哥岛、拉维达岛、巴尔特拉岛、平松岛、圣克鲁斯岛、弗雷里安纳岛。
- ：分布于加拉帕戈斯群岛的伊莎贝拉岛和费尔南迪纳岛。
- ：分布于加拉帕戈斯群岛的圣克里斯托巴尔岛。[4]